# Yakovlev UT-2
Lo Yakovlev UT-2 (in russo Яковлев УТ-2?, nome in codice NATO Mink - visone) era un aereo da addestramento monoplano ("UT" sono le iniziali di Ucebno Trenirovocnyi, addestratore primario/avanzato), ala bassa dritta ed a sbalzo, biposto in tandem, impennaggio classico, carrello d'atterraggio fisso biciclo, pàttino d'atterraggio (durante l'inverno al carrello d'atterraggio venivano sostituiti dei pattini da neve in legno), monomotore Shvetsov M-11, 5 cilindri radiale. Lo Yakovlev UT-2 fu utilizzato dalle Forze Armate Sovietiche (Sovetskie Voenno-vozdušnye sily) dal 1937 al 1950.

## Sviluppo
L'UT-2 era un velivolo molto più adatto per l'addestramento dei piloti dei moderni e veloci aerei piuttosto che il più vecchio biplano Polikarpov Po-2 (conosciuto anche come Polikarpov U-2). Il nuovo velivolo era stato progettato dall'OKB-115 diretto da A.S. Yakovlev. Il precursore dell'UT-2 era l'AIR-10 sviluppo a sua volta dell'AIR-9 ma più semplice con due abitacoli separati, senza alette di bordo d'attacco (leading edge slat) ed ipersostentatori (flap). Il primo volo avvenne l'11 luglio 1935 (pilota Julian Piontkowski). Nello stesso anno il velivolo AIR-10 dopo alcuni cambiamenti, venne scelto come aereo d'addestramento standard delle forze armate Sovietiche vincendo la competizione con altri progetti simili. Gli venne temporaneamente assegnato il nome Ya-20  (in caratteri cirillici Я-20). Il nome originale AIR era l'abbreviazione del nome di Aleksej Ivanovič Rykov, un leader comunista giustiziato nel 1938; Yakovlev assegnò successivamente un nome politicamente più cauto Ya. La struttura in legno e metallo dell'AIR-10 venne modificata in modo da utilizzare solo legno, semplificandone la produzione. Il prototipo utilizzò il motore Shvetsov M-11E radiale da 150 hp mentre i velivoli destinati alla produzione utilizzarono un motore Shvetsov M-11G da 110 hp. La produzione in serie iniziò nel Settembre del 1937. All'aeroplano venne dato il nome UT-2 (uchebno-trenirovochnyi {учебно-тренировочный}, addestratore primario/avanzato).
L'UT-2 venne utilizzato anche dall'aviazione civile, tuttavia si dimostrò non semplice da pilotare a causa della sua tendenza ad entrare in vite. Dopo alcune modifiche il velivolo divenne più sicuro con il suo motore Shvetsov M-11D, come il modello UT-2 del 1940.
Per migliorare la maneggevolezza e la stabilità del velivolo, nel 1941 venne sviluppata la versione UT-2M e messa in produzione. La forma delle ali risultò essere totalmente nuova con un bordo d'attacco raccordato (mentre il bordo d'uscita dell'ala risultava essere dritto) ed un impennaggio più largo.
Tra il 1937 ed il 1946 vennero prodotti 7 243 UT-2 ed UT-2M in 5 stabilimenti. Nonostante tutti i miglioramenti, la maneggevolezza e le caratteristiche di volo dell'UT-2 non furono mai eccellenti. Nel 1950 vennero rimpiazzati con gli Yak-18  (addestratore primario) e dallo Yak-19 (addestratore avanzato). A seguito della guerra, l'UT-2 e l'UT-2M vennero utilizzati dalla Polonia e dall'Ungheria.

## Versioni
- AIR-10 precursore dell'UT-2
- Ya-20 prototipo dell'UT-2 equipaggiato con un motore Renault da 120 hp.
- UT-2 (prima produzione) tendente ad entrare in vite
- UT-2 (1940 versione standard) - versione modificata per diminuire la tendenza del velivolo ad entrare in vite
- SEN (UT-2N) - versione dedicata a dei test sul carrello d'atterraggio a cuscinetto d'aria[4]
- UT-2M - prodotto dal 1941 - ali riprogettate
- UT-2V - addestratore da bombardamento
- Yak-5 - caccia monoposto d'addestramento sviluppato dall'UT-2
- UT-2MV - Bombardiere leggero

## Utilizzatori
Francia
- Divisione Normandie-Niémen (formata da volontari francesi che combatterono nel fronte russo durante la Seconda guerra mondiale)

 Jugoslavia
- Jugoslovensko ratno vazduhoplovstvo i protivvazdušna odbrana
  - 1º Reggimento d'addestramento aviazione (1945-1948)
  - 104º Reggimento d'addestramento aviazione (1948-1956)
  - Squadrone di collegamento della 5°Area Militare (1952-1956)
  - Squadrone di collegamento del 3º Corpo d'Aviazione (1950-1956)

 Polonia
- Forza aerea dell'esercito polacco

 Mongolia
- Componente aerea dell'Esercito popolare mongolo

 Unione Sovietica
- Voenno-vozdušnye sily

 Ungheria
 Ungheria
- Magyar Néphadsereg légiereje

## Velivoli comparabili
- Fairchild PT-19
- de Havilland Canada DHC-1 Chipmunk